# Custodia procesional de la Mezquita-catedral de Córdoba
La custodia de Arfe es la custodia procesional de la Catedral de Córdoba, labrada por Enrique de Arfe entre 1514 y 1518. Su basamento fue realizado por el cordobés Bernabé García de los Reyes entre 1734 y 1735. Su función es la de procesionar la hostia consagrada que, según la fe católica, es el cuerpo de Cristo en la festividad del Corpus Christi, celebración de carácter anual.

## Historia
El obispo Martín Fernández de Angulo encarga la realización de la custodia del Corpus Christi a Enrique de Arfe, orfebre de origen germánico. Arfe ya había construido una en León y estaba inmerso en el labrado de la de Toledo. Empieza su obra hacia el año 1512, dejando el prelado en su testamento 500 ducados para la terminación de la misma. Contribuyó también con su aportación de 100 marcos el arcediano Francisco de Simancas.
La obra primorosamente acabada, se estrena el 3 de junio el año 1518 bajo el pontificado del cardenal Alonso Manrique, año en que procesiona por primera vez. Es justo señalar que no fue solo Arfe quien elaboró tan magnífica joya, sino que le ayudaron en su realización varios plateros cordobeses, (entre ellos Juan Ruiz el Vandalino) que aleccionados por el maestro alemán, perfeccionaron su arte y así pudieron sustituirle en su frecuentes desplazamientos a Toledo donde también estaba esculpiendo la custodia de dicha capital.

## Descripción
La custodia mide 2,63 metros de altura y pesa más de 200 kilos. Su estilo es gótico, con planta dodecagonal, se compone de dos cuerpos con arbotantes y pináculos. El cuerpo inferior aloja en el interior el viril, pieza de cristal donde se coloca la hostia consagrada, y en el superior la imagen de la virgen de la Asunción, bajo cuya advocación está la catedral, aunque esta última se trata de un añadido barroco de Bernabé García de los Reyes.
El basamento original se encuentra estructurado en pequeñas capillas separadas por agujas con dieciocho escenas de la vida de Cristo, de la Anunciación a la aparición a santo Tomás, de apenas 55 milímetros. El templete del viril se asienta sobre una base hexagonal con escenas que conforman la Adoración de los Reyes Magos. En lo más alto encontramos una figura de Cristo resucitado y triunfante.

## Basamento barroco y restauraciones

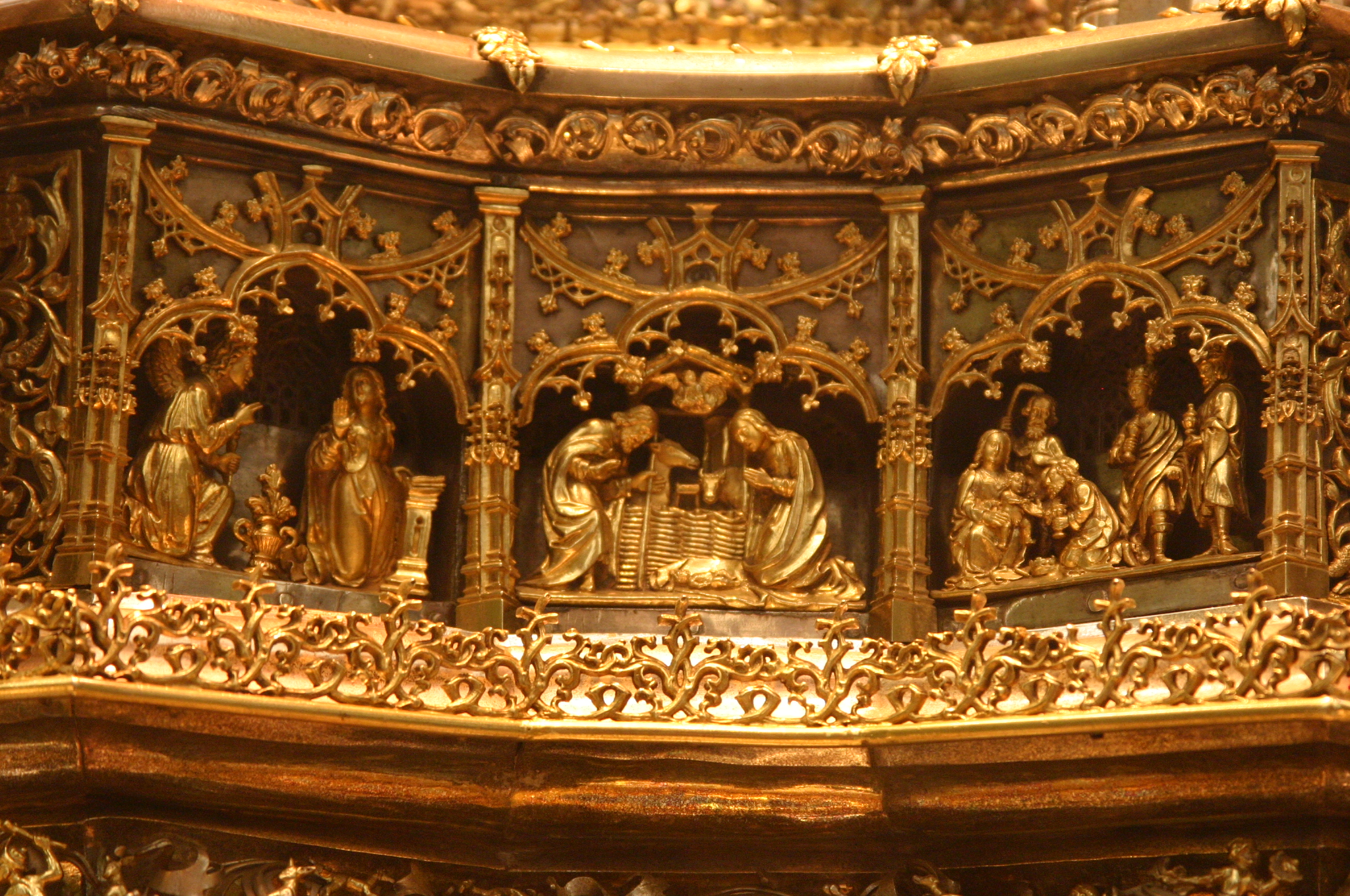
Detalle de la custodia.

La primera modificación se realizó en 1616 cuando el platero cordobés Pedro Sánchez de Luque añadió y puso algunas piezas de plata. Más tarde, en 1735, el platero cordobés Bernabé García de los Reyes le añadió un basamento y elementos decorativos barrocos realizados en plata con objeto de que se levantara y descollara más. Este basamento lleva grabada en él, de medio relieve las danzas del misterio de la festividad, empezando por el rey David danzando delante del Arca de la Alianza, siguiendo los niños de coro, y otros personajes del pueblo, en los resaltes doce ángeles con instrumentos musicales, otros tantos serafines y flores que en su conjunto componen ciento quince piezas. En el friso se representa la vida y pasión de Jesucristo que se plasman en 18 medallones de relieve entero, 24 piezas enrejadas, 24 pilarillos y seis entrepiezas en las que están descrito lo siguiente: la Anunciación, Nacimiento; Adoración de los Reyes Magos; la Huida a Egipto; Entrada en Jerusalén; Azotes; Ecce Homo; Pasión, Crucifixión y Resurrección. Todo este trabajo tuvo un coste 501 marcos, 7 onzas y medio real de plaza.
El viril donde se coloca la hostia, se le puso una corona de oro, quitado una de plata que tenía. Está este viril guarnecido por una parte de esmeraldas y por otra de amatistas que fue donado por el cardenal Pedro de Salazar y Toledo, obispo de Córdoba. En la corona luce un brillante de gran tamaño cuya donación se debe al canónigo Francisco Javier de Barcia.
La bóveda del primer cuerpo se le puso 63 piezas nuevas de diferentes tamaños que le faltaban. Sobre dicha bóveda, que configura un segundo cuerpo, se sustituyó un Resucitado de baja calidad por una Virgen de la Asunción en plata realizada en Milán, y que fue donada por el canónigo Bernardo Blázquez.
La última restauración data del año 1966 que fue aureolado con brillantes el viril.